# 王迪
王迪（おうてき、ワンディ、英語: Wang Di、1981年4月6日 - ）は、上海生まれの中華人民共和国のサッカー審判。2011年に国際サッカー連盟(FIFA)登録の国際審判員として活動している。

## 来歴
若い頃から中国サッカー協会 (CFA) により審判トレーニング対象として選ばれ、アジアサッカー連盟 (AFC) のレフリートレーニングプログラムを受講。2009年にトレーニングを卒業した後、2010年からは中国サッカー・スーパーリーグ（中超）の審判員を務めている。 
2011年、CFAはFIFAに国際審判員として王迪を申請。この時点で、若干29歳であった。報告によると、王迪の英語力は、若くして国際審判員になるのに重要な要素であったという 。2011年末、AFCのレフェリー・デベロップメント・プログラムに参加している。
中国国内メディアによりレフェリング能力に疑義が呈されており、2013年の中国超級・武漢卓爾対北京国安の試合では、北京国安FWホフレ・ゲロンに誤ったペナルティを与え、さらに北京国安MFダルコ・マティッチが武漢卓爾の柯釗から繰り返しラフプレーを受けていることを認識しながらも、王迪は柯釗にイエローカードしか提示しなかったこの判定に対し、CFAは王迪に5試合の審判資格停止を決定した。